# United States National Security Council

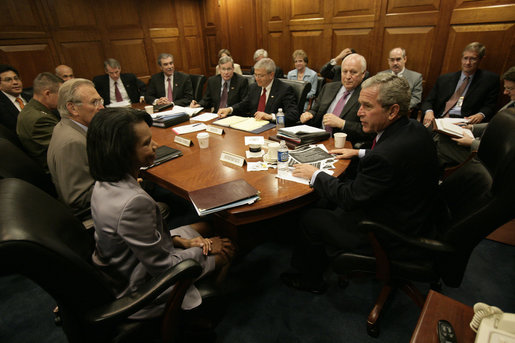
Sitzung des National Security Council unter Präsident Bush am 5. Juli 2006 im Situation Room

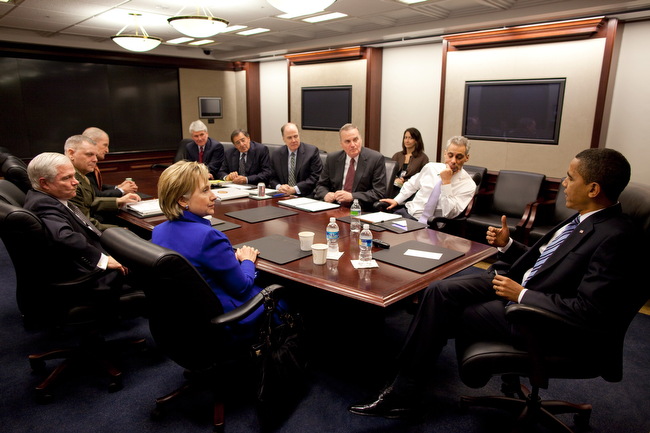
Präsident Barack Obama bei einem Treffen des Nationalen Sicherheitsrats (NSC) im Situation Room. Zu den Teilnehmern gehören Außenministerin Hillary Clinton, Verteidigungsminister Robert Gates, der Nationale Sicherheitsberater General James L. Jones, der Direktor des Nationalen Geheimdienstes Dennis C. Blair, der Rechtsberater des Weißen Hauses Greg Craig, CIA-Direktor Leon Panetta, der stellvertretende Nationale Sicherheitsberater Tom Donilon, der stellvertretende Vorsitzende der Vereinigten Stabschefs General James Cartwright und der Stabschef des Weißen Hauses Rahm Emanuel

Der United States National Security Council (NSC, deutsch „Nationaler Sicherheitsrat der Vereinigten Staaten“) ist ein über die äußere Sicherheit beratendes Gremium der Bundesexekutive der Vereinigten Staaten. Der Rat, dem der Präsident vorsitzt, spielt für die Ausarbeitung und Umsetzung der amerikanischen Außenpolitik eine herausragende Rolle. Häufig wird das Gremium mit gravierender Einflussnahme und mit seinem üblichen Tagungsort, dem Situation Room (Lagebesprechungsraum) im Keller des Weißen Hauses, assoziiert, der als Prototyp eines modernen Sitzungszimmers in vielen Hollywood-Produktionen repliziert wurde.

## Geschichte
Bereits kurz nach seiner Gründung hatte eine der ersten Analysen der Weltlage eine durchschlagende Wirkung: Im Memorandum Nr. 68 (besser bekannt als NSC 68) hatte der Nationale Sicherheitsrat am 14. April 1950 dem Präsidenten empfohlen, die Ausgaben für das Militär massiv zu erhöhen, um den weltweiten Einfluss des Kommunismus einzudämmen (sogenannte Containment-Politik). Nach längerem Zögern stimmte Truman den Empfehlungen nach Beginn des Koreakrieges zu. Die NSC 68 war eine der wenigen Handlungsempfehlungen des Nationalen Sicherheitsrates, die bisher öffentlich bekannt sind. Die Beratungsergebnisse und Auswirkungen des Gremiums entziehen sich meist der direkten öffentlichen Kenntnis.

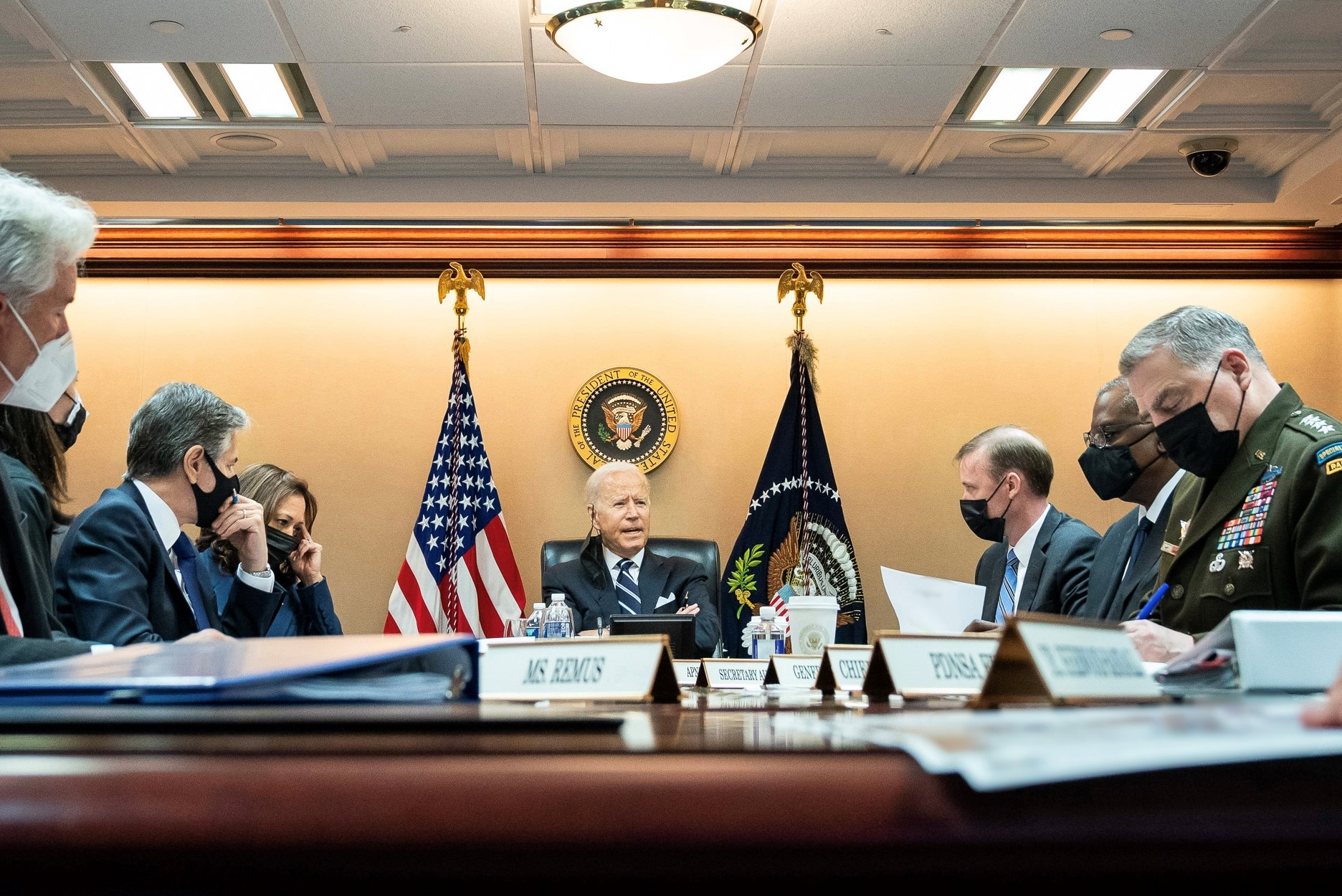
Präsident Joe Biden bespricht den Fall Kabuls mit dem Nationalen Sicherheitsrat, 18. August 2021

Nachdem sich am 11. Februar 2003 Peter Goldsmith mit John Bellinger, dem Rechtsberater des NSC, getroffen hatte, empfahl Peter Goldsmith am 17. März George W. Bush den bevorstehenden Irakkrieg, ohne den Bruch der UN-Resolution 1441 zu belegen, zu beginnen.

## Gesetzliche Grundlagen
Auf Initiative des damaligen Präsidenten Harry S. Truman hin gründete der Kongress im Juli 1947 den ersten nationalen Sicherheitsrat als eine von mehreren Maßnahmen des National Security Act, wobei damals mit Alben W. Barkley zunächst der Vizepräsident den Vorsitz innehatte. Der Kongress unterstellte im Rahmen von Ergänzungen zum National Security Act den Nationalen Sicherheitsrat dem Executive Office des Präsidenten.
Funktion und Zusammensetzung des National Security Council sind in § 402 des 50. Buches des United States Code festgelegt. Das Gremium dient dem Austausch von Informationen und Nachrichten zwischen allen für die „nationale Sicherheit“ zuständigen Behörden, sodass der Präsident durch das Gremium beraten werden und die Zusammenarbeit koordiniert werden kann. Abgesehen von der Bedeutung, die Truman dem Gremium verleihen wollte, gilt es aufgrund seines festen Mitarbeiters im juristischen Sinne als Behörde und unterliegt damit verfassungsrechtlich nicht allein der Amtsführung des Präsidenten, sondern der Budgetierungskompetenz und Legitimation des Kongresses.
Der National Security Council wirkt aufgrund seiner Positionierung an einer Schnittstelle in der Exekutive indirekt an der Ausarbeitung der Nationalen Sicherheitsstrategie mit, einer seit 1986 im Goldwater-Nichols-Gesetz verankerten, periodisch herausgegebenen Zusammenfassung aller wahrgenommenen Bedrohungen und Handlungsmaximen, die die äußere Sicherheit der Vereinigten Staaten betreffen.

## Mitglieder

### Aktuelle Zusammensetzung
Während des Kabinett Trump II waren zunächst die unten aufgeführten Personen Mitglied des Nationalen Sicherheitsrats.
Anfang April 2025 entließ der Präsident sechs Mitarbeiter des Sicherheitsrates und versetzte einige weitere auf andere Posten, ohne dies mit Sicherheitsberater Michael Waltz abgestimmt zu haben, der wegen der Signal-Affäre angeschlagen war. Den von Medien vermuteten Zusammenhang der Entlassungen mit einem unmittelbar davor stattgefundenen Treffen mit der Influencerin Laura Loomer, an dem auch Vizepräsident JD Vance teilgenommen hatte, verneinte Trump, räumte aber ein, Loomer habe ihm Namen von Personen genannt, die er ihrer Meinung nach einstellen solle. Es handelte sich um die erste größere Umbesetzung innerhalb der US-Regierung nach Trumps Amtsantritt im Februar 2025.
(Stand 6/2025)
| Amt                                                                                | Name                | Foto                |
| Ständige Mitglieder                                                                | Ständige Mitglieder | Ständige Mitglieder |
| ---------------------------------------------------------------------------------- | ------------------- | ------------------- |
| Präsident                                                                          | Donald Trump        |                     |
| Vizepräsident                                                                      | JD Vance            |                     |
| Außenminister Nationaler Sicherheitsberater                                        | Marco Rubio         |                     |
| Finanzminister                                                                     | Scott Bessent       |                     |
| Verteidigungsminister                                                              | Pete Hegseth        |                     |
| Justizminister („Attorney General“)                                                | Pam Bondi           |                     |
| Energieminister                                                                    | Chris Wright        |                     |
| Minister für innere Sicherheit und Heimatschutz                                    | Kristi Noem         |                     |
| Ständiger Vertreter der Vereinigten Staaten bei den Vereinten Nationen             | Dorothy Shea        |                     |
| Stabschef des Weißen Hauses                                                        | Susie Wiles         |                     |
| Stellvertretende Nationale Sicherheitsberater                                      | Andy Baker          |                     |
| Stellvertretende Nationale Sicherheitsberater                                      | Robert Gabriel Jr.  |                     |
| Vorsitzender des Vereinigten Generalstabs der Streitkräfte der Vereinigten Staaten | Dan Caine           |                     |
| Geheimdienstkoordinatorin                                                          | Tulsi Gabbard       |                     |
| Direktor des Office of National Drug Control Policy                                | Jon Rice            |                     |
| Berater für Innere Sicherheit                                                      | Stephen Miller      |                     |
| Nichtständige Mitglieder                                                           |                     |                     |
| Rechtsberater des Weißen Hauses                                                    | David Warrington    |                     |
| Direktor der Central Intelligence Agency                                           | John Ratcliffe      |                     |
| Wirtschaftsberater des Präsidenten                                                 | Kevin Hassett       |                     |
| Handelsbeauftragter der Vereinigten Staaten                                        | Jamieson Greer      |                     |
| Direktor des Office of Management and Budget                                       | Russell Vought      |                     |
| Sondergesandter des US-Präsidenten für das Klima                                   | vakant              |                     |

### Frühere Zusammensetzungen
Für das Bestehen des Gremiums sind laut Gesetz bis Ende Januar 2017 folgende Amtsinhaber als ständige Mitglieder vorgeschrieben gewesen:
- Präsident
- Vizepräsident
- Außenminister
- Verteidigungsminister
- Director for Mutual Security
- Chairman of the National Security Resources Board

Am 28. Januar 2017 ordnete Donald Trump die Zusammensetzung per Dekret neu; ständige Mitglieder waren nunmehr:
- Präsident
- Vizepräsident
- Außenminister
- Finanzminister
- Verteidigungsminister
- Justizminister („Attorney General“)
- Energieminister
- Heimatschutzminister
- Nationaler Sicherheitsberater
- Heimatschutzberater
- Botschafter der USA bei den Vereinten Nationen

Der Amtsführung des Präsidenten unterliegt bei Bedarf die vereinzelte Hinzunahme anderer Regierungsmitglieder. Die Hinzunahme weiterer Mitglieder der Exekutive über einen längeren Zeitraum hinweg oder auf Dauer bedarf der Genehmigung des Senats. Vorsitzender des Stabes ist der Nationale Sicherheitsberater, dessen Amt im Laufe der Zeit zu einer der wichtigsten Beraterfunktionen des Präsidenten avanciert ist.
Als Beispiel für die periodische Miteinbeziehung anderer Regierungsmitglieder kann die Sitzungsteilnahme der Botschafter der Vereinigten Staaten im Irak oder die Kommandeure der Multi-National Force – Iraq während der Besetzung des Irak dienen.
Als regelmäßige Sitzungsteilnehmer haben sich seit Bestehen des Nationalen Sicherheitsrates darüber hinaus der Generalstabsvorsitzende (Chairman of the Joint Chiefs of Staff) oder der stellvertretende Generalstabsvorsitzende (Vice Chairman of the Joint Chiefs of Staff), der Direktor der nationalen Geheimdienste (Director of National Intelligence) und der Finanzminister herauskristallisiert. Per Dekret entschied Präsident Donald Trump am 28. Januar 2017, dass der Generalstabsvorsitzende und der Direktor der nationalen Geheimdienste nicht mehr an den Sitzungen teilnehmen; dafür wurden sein Chefstratege Stephen Bannon sowie der Stabschef des Weißen Hauses, Reince Priebus, neu aufgenommen. Die Berufung von Bannon in das Gremium wurde nach Medienberichten im April 2017 rückgängig gemacht.
Ebenso wie die Zusammensetzung schreibt das Gesetz den ständigen Betrieb zweier Unterdirektorien vor: erstens das „Komitee für äußere Aufklärung“ (Committee on Foreign Intelligence) und zweitens das „Komitee für nationenübergreifende Bedrohungen“ (Committee on Transnational Threats). Darüber hinaus ist das Amt des „Sonderberaters für weltweite Glaubensfreiheit“ (Special Adviser to the President on International Religious Freedom) vorgesehen, dessen Inhaber zahlreiche Dienststellen und Behörden bei der Bewertung und Durchsetzung internationaler Gewissensfreiheit aktiv beraten und unterstützen soll.